# Hermann Knuchel

Hermann Knuchel (ca. 1922)

Hermann Knuchel (* 15. Oktober 1884 in Schüpfen; † 31. Juli 1964 in Männedorf; reformiert, heimatberechtigt in Tscheppach) war ein Schweizer Forstwissenschaftler.

## Leben
Hermann Knuchel kam am 15. Oktober 1884 in Schüpfen als Sohn des Geschäftsführers Johann Knuchel und dessen Frau Maria geborene Schneider zur Welt. Knuchel studierte Forstwissenschaften am Polytechnikum Zürich und erwarb 1906 das Diplom als Forstwirt. 1914 wurde er promoviert. 1908 wurde er als Assistent an die Schweizerischen Centralanstalt für das forstliche Versuchswesen nach Zürich bestellt. 1917 wurde er als Kreisoberförster im Klettgau eingesetzt. Von 1922 bis 1952 hatte Knuchel eine Professur für Forstwissenschaften an der ETH Zürich inne.
Hermann Knuchel, der 1910 Anna Ida Minna geborene Wolfhagen ehelichte, verstarb am 31. Juli 1964 knapp vor Vollendung seines 80. Lebensjahres in Männedorf.

## Wirken
Hermann Knuchel förderte vor allem die Plenterwirtschaft und forstliche Kontrollmethoden. Sein Lehrbuch Planung und Kontrolle im Forstbetrieb, erschienen 1950, wurde in zahlreiche Sprachen übersetzt und gilt als Grundlagenwerk. Daneben war er von 1922 bis 1945 als Redakteur der Schweizerischen Zeitschrift für Forstwesen tätig.

## Ehrungen
- 1948: Ehrendoktorat der Universität Wien
- 1955: Kasthofer-Medaille (Pro Silva Helvetica)